# Bojt
Bojt é um município da Hungria, situado no condado de Hajdú-Bihar. Tem 26,88 km² de área e sua população em 2015 foi estimada em 551 habitantes.